# Loray
Loray es una comuna francesa situada en el departamento de Doubs, en la región de Borgoña-Franco Condado.

## Demografía
| 344 | 356 | 305 | 365 | 372 | 404 | 615 |
| Para los censos de 1962 a 1999 la población legal corresponde a la población sin duplicidades (Fuente: INSEE [Consultar]) |     |     |     |     |     |     |